# J. August Richards
J. August Richards est un acteur américain, né le 28 août 1973 à Washington DC.

## Biographie
J. August Richards, de son vrai nom Jaime Augusto Richards III, a passé son enfance dans le Maryland. Très tôt, il découvre sa passion pour le cinéma et l'interprétation, ce qui le pousse à étudier le théâtre et le cinéma. Déterminé à devenir un grand acteur et à s'installer à Hollywood, il poursuit tout de même de brillantes études à l'université du Sud de la Californie où il gagne plusieurs bourses qui lui permettent de commencer sa carrière et de débuter dans plusieurs apparitions télévisées.

## Vie privée
Richards s'est publiquement déclaré gay en avril 2020.

## Filmographie

### Cinéma
- 1997 : Good Burger : Griffen
- 1998 : Ménage à quatre (Why Do Fools Fall in Love) de Gregory Nava : Sherman
- 2006 : Paved with Good Intentions : Travis Balden

### Télévision

#### Téléfilms
- 1995 : OP Center :
- 1998 : The Temptations (en) : Richard Street
- 1999 : Mutinerie (Mutiny) : Reece Johnson
- 2003 : Ultime pouvoir (Critical Assembly) : Allan

#### Séries télévisées
• 1994 : La Vie de famille ( family matters ): acheteur de tickets (saison 5, épisode 12) 
- 1997 : Players, les maîtres du jeu : Sam Bodie
- 1998 : Sliders : Les Mondes parallèles : Daemon (saison 4, épisode 7)
- 1999 : Running Mates : Randall's aide
- 1999-2002 : Undressed : Bryce
- 1999-2004 : Angel : Charles Gunn
- 2006 : Les 4400 : John Shaffner
- 2006 : Daybreak : Billy Desmond
- 2008 : Raising the Bar : Justice à Manhattan : Marcus McGrath
- 2009 et 2014 : Grey's Anatomy : Richard Webber jeune (2 épisodes)
- 2011 : Mentalist : Dr Vernon Watson
- 2011 : Warehouse 13 : Zach Adanto
- 2013 : Arrow : M. Blank
- 2013 : Emily Owens M.D. : George Morgan
- depuis 2013 : Marvel : Les Agents du SHIELD -Agents of S.H.I.E.L.D.) : Mike Peterson / Deathlok (11 épisodes)
- 2014 : The Lottery : Nathan Richards / Nathan Mitchell
- depuis 2014 : Girlfriends' Guide to Divorce : Ford (11 épisodes)
- 2016 : Notorious : Bradley Gregorian
- 2021 : Generation : Joe (6 épisodes)
- 2022 : Vampire Academy : Victor Dashkov